# Käärmejärvi (sjö i Ranua, Lappland)
Käärmejärvi är en sjö i kommunen Ranua i landskapet Lappland i Finland. Sjön ligger 142,8 meter över havet. Arean är 71 hektar och strandlinjen är 4,22 kilometer lång. Sjön  ingår i Kuivajokis huvudavrinningsområde.   Den ligger omkring 66 kilometer söder om Rovaniemi och omkring 640 kilometer norr om Helsingfors. 